# Pusillina harpa
Pusillina harpa là một loài ốc biển nhỏ, là động vật thân mềm chân bụng sống ở biển trong họ Rissoidae.

## Miêu tả
Độ dài vỏ lớn nhất ghi nhận được là 2.8 mm.

## Môi trường sống
Độ sâu nhỏ nhất ghi nhận được là 293 m. Độ sâu lớn nhất ghi nhận được là 891 m.